# Tölgyed
Tölgyed (1899-ig Dubine, szlovákul: Dubinné) község Szlovákiában, az Eperjesi kerület Bártfai járásában.

## Fekvése
Bártfától 15 km-re délkeletre, a Tapoly bal oldalán fekszik.

## Története
1327-ben említik először, amikor Károly Róbert király a falut Fóny Balázsnak és Jánosnak adja. A család azonban csak a 14. század közepéig birtokos a településen. Fóny Balázs halála után, 1352-ben birtokait Czudar Péter szerezte meg és az akkori makovicai uradalomhoz csatolta. Tölgyed 1427-ben a dézsmajegyzék alapján a nagyobb falvak közé számított. A 15. század végén a falut lengyel seregek pusztították el. 1492-ben 8 jobbágytelke volt. A 16. század végén közepes nagyságú település. 1600-ban 20 lakott jobbágyháza állt. 1711-ben a kuruc háborúk és a pestisjárvány következtében elnéptelenedett.
A 18. század végén Vályi András így ír róla: „DUBINA. Tót falu Sáros Vármegyében, földes Ura Gróf Áspermont Uraság, lakosai katolikusok, és ó hitűek, fekszik Tapoly vize mellett, Kurimának szomszédságában, ’s ennek filiája, Bártfától egy mértföldnyire, határbéli földgye könnyű mivelésű, és termékeny, réttye kétszer kaszáltatik, fája tűzre, és épűletre, legelője elég, ’s más javai is lévén, első Osztálybéli.”
Fényes Elek 1851-ben kiadott geográfiai szótárában így ír a faluról: „Dubine, Sáros v. tót falu, Kurimához 1/2 órányira, a Tapoly völgyében: 381 kath., 20 gör. kath., 15 zsidó lak. Mind rétje, mind földe igen jó; erdeje is van. F. u. gr. Erdődy, gr. Szirmay. Ut. p. Bártfa.”
1868-ban kolera és éhínség pusztított. 1892-ben árvíz okozott súlyos károkat. 1913-ban nagy tűzvész dúlt a településen, melyben a legtöbb ház leégett. Az első világháború idején a falut elérte a keleti front. A trianoni diktátum előtt Sáros vármegye Girálti járásához tartozott.
A háborút követően a gazdasági nehézségek miatt sokan kivándoroltak Amerikába.

## Népessége
| Év:            | 1994. | 2004.   | 2014.    | 2024.   |
| -------------- | ----- | ------- | -------- | ------- |
| Emberek száma: | 349   | 328     | 365      | 333     |
| Eltérés:       |       | -6,01 % | +11,28 % | -8,76 % |

| Év:            | 2023. | 2024.   |
| -------------- | ----- | ------- |
| Emberek száma: | 331   | 333     |
| Eltérés:       |       | +0,60 % |

1910-ben 295, túlnyomórészt szlovák lakosa volt.
2001-ben 345 lakosából 340 szlovák volt.
2011-ben 362 lakosából 354 szlovák.

## Nevezetességei
Szűz Mária tiszteletére szentelt, római katolikus temploma 1863-ban épült neoklasszicista stílusban. 1937-ben megújították, 1968-ban bővítették, utoljára 1977-ben renoválták. A templom legrégibb műtárgyai a 18. századi barokk angyalszobor és egy Szent Anna ábrázolás.